# Beljak Hauptbahnhof
Beljak Hauptbahnhof (nemško Villach Hauptbahnhof) je ena večjih železniških postaj na avstrijskem Koroškem. Nahaja se v Beljaku v Avstriji.　